# Rondibilis bispinosoides
Rondibilis bispinosoides es una especie de escarabajo longicornio del género Rondibilis, tribu Acanthocinini, subfamilia Lamiinae. Fue descrita científicamente por Hubweber en 2010.

## Descripción
Mide 8-9 milímetros de longitud.

## Distribución
Se distribuye por China.